# Raúl Valdés
Raúl Valdes (né le 27 novembre 1977 à La Havane, Cuba) est un lanceur de relève gaucher des Blue Jays de Toronto de la Ligue majeure de baseball. 

## Carrière

### Cuba
Raúl Valdes joue pour l'équipe nationale cubaine de baseball[réf. nécessaire] jusqu'à sa défection de son pays en 2004.

### États-Unis
Il se joint à l'organisation des Cubs de Chicago de la Ligue nationale de baseball et joue pour des équipes des ligues mineures qui leur sont affiliées. Il évolue par la suite pour le Pride de Nashua et les Jackals du New Jersey, deux clubs indépendants de la Ligue Can-Am de baseball.

#### Ligues majeures de baseball

##### Mets de New York
Il se joint aux Mets de New York en 2007 et joue en ligues mineures une fois de plus. Invité à l'entraînement des Mets en 2010, il impressionne le manager Jerry Manuel avec une moyenne de points mérités de 2,08 en six sorties. Lors de la première semaine de la saison régulière, Valdes est rappelé du club-école des Bisons de Buffalo pour remplacer à New York le lanceur Sean Green, blessé. Le Cubain fait à l'âge de 32 ans ses débuts dans les Ligues majeures, lançant deux manches sans accorder de point aux Nationals de Washington le 11 avril.

##### Cardinals de Saint-Louis
Il rejoint l'organisation des Cardinals de Saint-Louis en novembre 2010 via un contrat de ligues mineures. Il ne joue que sept matchs pour les Cardinals en 2011, encaissant une défaite. 

##### Yankees de New York
Le 16 août 2011, il est réclamé au ballottage par les Yankees de New York et maintient une moyenne de points mérités de 2,70 en six sorties en relève en fin de saison. Il devient agent libre en octobre suivant.

##### Phillies de Philadelphie
Le 30 novembre 2011, il signe chez les Phillies de Philadelphie et obtient une invitation à leur prochain entraînement de printemps. Il lance dans 27 parties des Phillies en 2012, dont un comme lanceur partant. Sa fiche est de trois victoires et deux défaites avec une moyenne de points mérités de 2,90 et 35 retraits sur des prises en 31 manches au monticule. Sa moyenne de points mérités s'élève à 7,46 en 35 manches lancées lors de 16 sorties en relève et un départ pour Philadelphie en 2013.

### République dominicaine
Début février 2011, il joue la Série des Caraïbes avec les Toros del Este, un club de République dominicaine.

### Astros de Houston
Valdés est de passage chez les Astros de Houston au début de la saison 2014. Il totalise 3 manches et deux tiers lancées en 8 sorties et sa moyenne de points mérités s'élève à 12,27 lorsqu'il est échangé aux Blue Jays de Toronto le 19 mai 2014 pour un joueur à être nommé plus tard.

## Statistiques
| Saison | Équipe  | G  | GS | CG | SHO | V | D | SV | IP   | SO | ERA  |
| ------ | ------- | -- | -- | -- | --- | - | - | -- | ---- | -- | ---- |
| 2010   | NY Mets | 38 | 1  | 0  | 0   | 3 | 3 | 0  | 58.2 | 56 | 4,91 |
| Totaux | Totaux  | 38 | 1  | 0  | 0   | 3 | 3 | 0  | 58.2 | 56 | 4,91 |

Note : G = Matches joués ; GS = Matches comme lanceur partant ; CG = Matches complets ; SHO = Blanchissages ; 
V = Victoires ; D = Défaites ; SV = Sauvetages ; IP = Manches lancées ; SO = Retraits sur des prises ; ERA = Moyenne de points mérités.